# 布雷达
布雷达（荷蘭語：Breda，發音：[breːˈdaː] ⓘ）是荷兰南部北布拉班特省的一个城市和市镇，市名源自荷兰语（意为“宽阔的阿河”），指马克河与阿河的汇流处，布雷达市区人口约为20万人。英国内战时期，斯图亚特王朝查理二世曾流亡于此，1660年在此发表《布雷达宣言》。
作为一座设防城市，它具有战略军事和政治意义。虽然这座城市是神圣罗马皇帝的直接封地，但它获得了市政宪章；拿骚家族通过婚姻收购布雷达，确保了布雷达将成为低地国家政治和社会生活的中心。2021年，布雷达的人口为184,126人；大都市区的人口为324,812人。

## 历史

### 早期历史
在11世纪，布雷达是神圣罗马皇帝的直辖领地，其已知最早的领主是布鲁内斯海姆的亨利（1080-1125）。布雷达市于1252年获得市政特许状。在那之后，布雷达有权修建防御工事。这座城市建造了砖墙和罗马风格的大门。
1327年，哈弗伦的阿德尔海德（Adelheid van Gaveren）将布雷达卖给了布拉班特的让三世公爵。1350年，该封地被转售给瓦瑟纳尔的约翰内斯二世（卒于1377年）。1403年，他的家族的女继承人，波拉嫩的约翰娜（1392-1445）嫁给了拿骚的英格尔贝特一世（1370-1442；他的石棺在布雷达的圣母教堂）。通过她，这座城市被拿骚家族所拥有，并一直保留到1795年，转交给奥兰治的威廉一世（1533-1584），他是荷兰、泽兰和乌得勒支的总督，也是荷兰起义的领袖。因此，布雷达男爵也是神圣罗马帝国的拿骚伯国、奥兰治亲王国和荷兰共和国的（主要）总督（1572年至1650年、1672年至1702年、1747年至1795年）。布雷达一直是布雷达男爵领地的一部分，直到1795年被法国革命军占领。

### 居住城市的发展

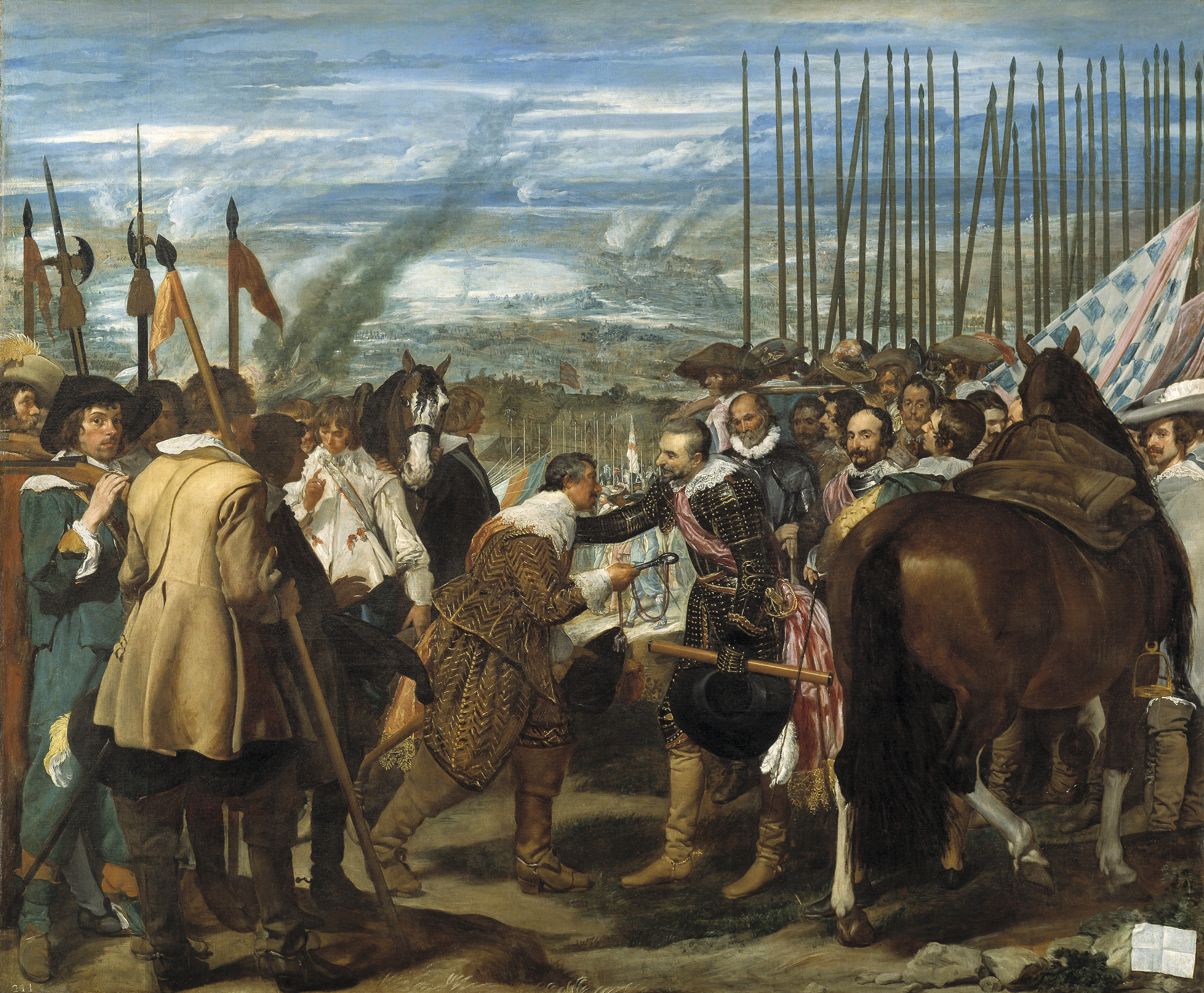
《布雷達之降》，委拉斯凯兹画作

奥兰治-拿骚家族收购这座城市标志着它成为了一个居住城市。奥兰治-拿骚家族的存在吸引了其他贵族，他们在城市的老城区建造了宫殿般的住宅。最令人印象深刻的是意大利建筑师托马斯·文契多尔·德·博洛尼亚为第一位荷兰王子建造的，是阿尔卑斯山以北建造的第一座文艺复兴风格的宫殿。15世纪，这座城市的物质、经济和战略重要性迅速扩大。一座大教堂以布拉班特哥特式风格建造，有一座97米高（318英尺）的优雅塔楼，称为Grote Kerk（大教堂）或Onze Lieve Vrouwe Kerk（圣母教堂）。1534年，拿骚-布雷达的亨德里克三世以令人印象深刻的风格重建了朴素的中世纪防御工事。
1534年，一场大火烧毁了该市十分之九以上的地区，近1300所房屋、教堂、礼拜堂和市政厅。仅存150栋房屋和主教堂。1581年7月，在八十年战争期间，布雷达在一次突袭和围攻中被当时由克劳迪斯·范·巴莱蒙特指挥的西班牙军队俘虏，他的绰号是Haultpenne。尽管这座城市以不被掠夺为条件投降了，但军队还是向居民发泄了愤怒。在由此造成的混乱中，被称为Haultpenne之怒，500多名市民被杀。1590年3月，布雷达落入荷兰人和拿骚的毛里茨手中，当时一支68人的精锐部队隐藏在一艘泥煤船的草皮下，按照阿德里安·范·贝尔根设计的大胆计划设法进入这座城市，该计划被称为布雷达泥煤船诡计。1610年左右，西班牙门或“Spanjaardsgat”的建造开始了，以纪念这一成功的行动。
1624年至1625年，经过十个月的围困，这座城市再次向现在由斯皮诺拉领导的西班牙人投降；迭戈·委拉斯凯兹将这一事件创作为名画。在1637年的布雷达围城战中，奥兰治亲王弗雷德里克·亨德里克在围城四个月后夺回了这座城市，1648年，它最终由《威斯特伐利亚条约》割让给荷兰共和国。
1646年，弗雷德里克·亨德里克以索米尔、日内瓦和牛津为蓝本，创立了布雷达奥兰治学院，旨在为军队和公务员培养有良好家庭背景的年轻人。

### 近代
流亡的英国斯图亚特王朝查理二世在克伦威尔联邦和保护国流亡期间，在布雷达居住了一个多月，这要归功于查理的妹妹玛丽长公主即奥兰治亲王妃，她是奥兰治亲王威廉二世（卒于1650年）的遗孀。
主要基于议会派将军乔治·蒙克的建议，查理二世的《布雷达宣言》（1660年）宣布了他接受英格兰王冠的条件，他将在今年几个月后拿回王冠。
1667年7月31日，布雷达条约在该市签署，结束了第二次英荷战争，在这场战争中，荷兰人面对他们的前贵客查理二世。1746年至1748年间，这里举行了布雷达会议，这是英国和法国之间旨在结束奥地利王位继承战争的一系列会谈，最终达成《亚琛条约》的签署。

### 现代

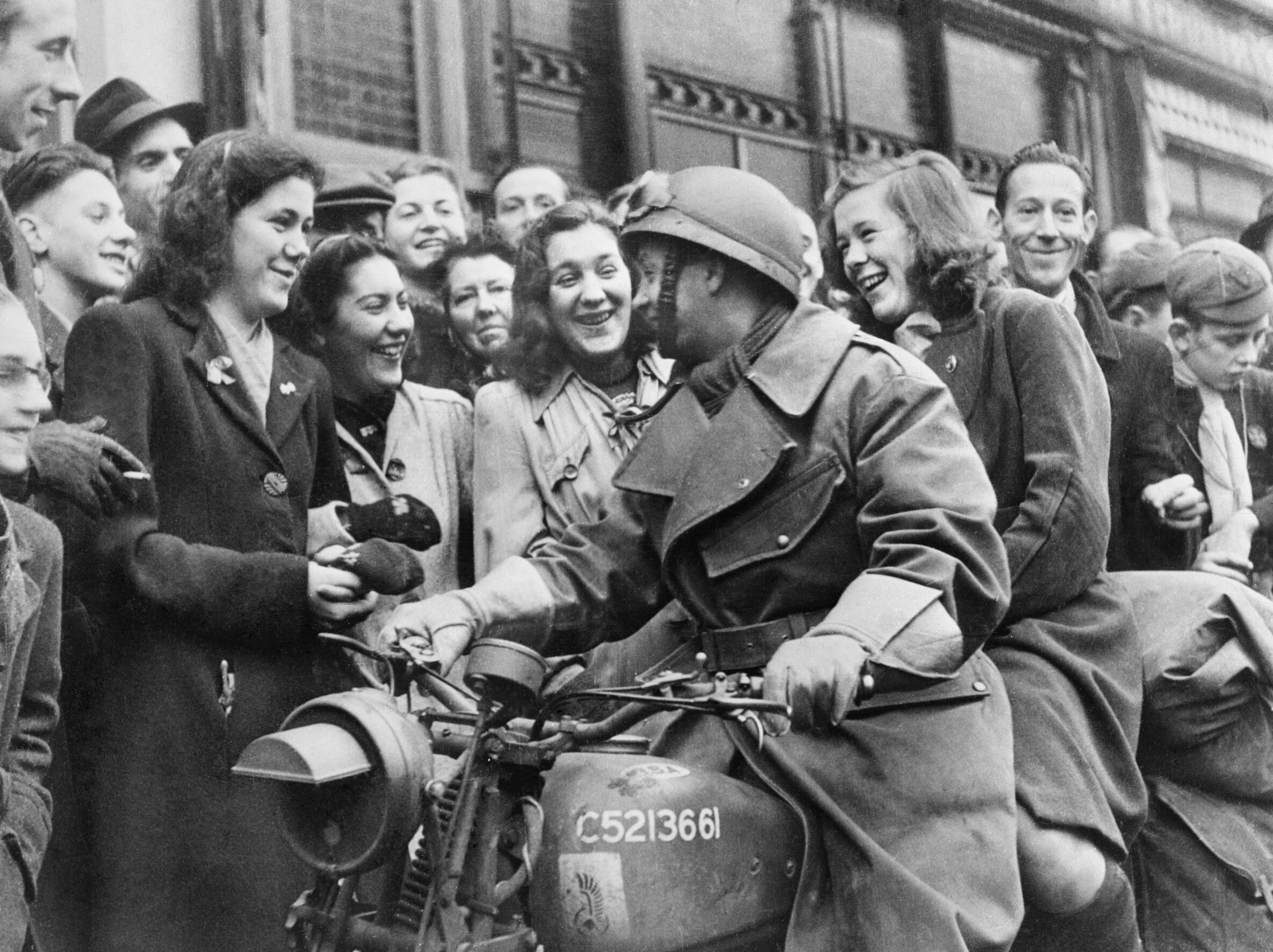
1944年波兰士兵进入布雷达

在第二次世界大战期间，这座城市被德国占领了四年多。在“野鸡行动”中，布雷达在1944年10月28日由马切克将军的波兰第1装甲师部队计划和执行的一次成功的迂回机动后被解放。每年在解放日庆祝活动期间，布雷达都会有一支庞大的波兰特遣队访问，布雷达市为阵亡的波兰士兵保留了庆祝活动的一部分。市中心有一座纪念马切克和波兰第1装甲师的博物馆和纪念碑。马切克将军和他麾下的诸多士兵被埋葬在附近的波兰军事公墓。
布雷达是首批圆形监狱之一Koepelgevangenis的所在地。这座监狱关押着二战期间唯一因战争罪行被荷兰监禁的德国战犯。他们被称为“布雷达四人组”，或“Vier von Breda”，他们是威利·保罗·弗朗茨·拉格斯，他于1966年因重病获释，约瑟夫·约翰·科塔拉，他于1979年在狱中去世，以及费迪南德·奥斯·德·芬滕和弗朗茨·菲舍尔，他们都于1989年获释，并于同年晚些时候去世。

## 行政
布雷达行政上可以分为11个区域：
- 1. Breda Centrum
- 2. Breda Noord
- 3. Breda Noord-West
- 4. Prinsenbeek
- 5. Breda West
- 6. Breda Zuid
- 7. Breda Zuid-Oost
- 8. Ulvenhout
- 9. Bavel
- 10. Breda Oost
- 11. Teteringen

## 人口

### 宗教
2014年，布雷达最大的宗教是基督教，占其人口的50.4%。第二大信仰是伊斯兰教，3.6%的居民信奉伊斯兰教。无宗教信仰者占人口的44.9%。

### 族裔
2020年布雷达的种族构成如下：
- 荷兰人（140,312）（75.45%）
- 摩洛哥人（5,712人）（3.1%）
- 印度尼西亚人（5,332人）（2.9%）
- 土耳其人（3,080人）（1.7%）
- 比利时人（2,940人）（1.6%）
- 德国人（2,661人）（1.5%）
- 安的列斯/阿鲁巴（2,211）（1.2%）
- 波兰人（2,165）（1.2%）
- 苏里南人（2,058）（1.1%）

## 经济

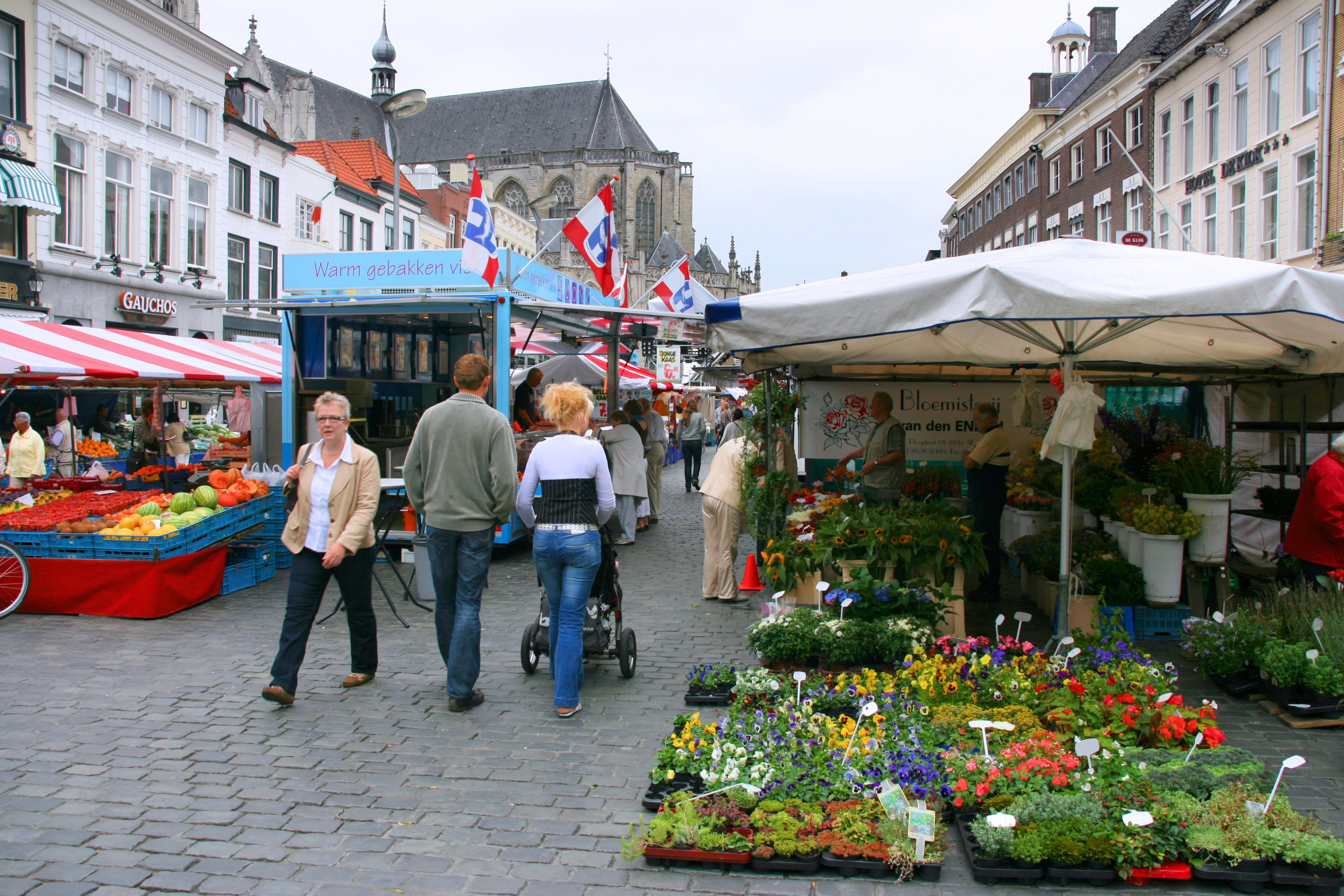
布雷达大广场上的市场

历史上，经济活动主要是工业活动。布雷达是食品和饮料行业的中心。像Hero（柠檬水）、Van Melle（曼托斯）、De Faam（糖果）和Kwatta（巧克力）这样的公司在整个西欧都很有名。布雷达还有一家糖厂，供应其最知名的产品。
布雷达以前拥有荷兰最大的啤酒厂（Oranjeboom）。跨国公司于1995年接管了啤酒厂，并于2004年关闭。直到2008年，Randalls Brewery（根西岛）获得许可证，布雷达品牌的生产才转移到不来梅和鲁汶。根西岛是现在是世界上唯一一个酿造散装布雷达啤酒的地方。
然而，工业活动的减少并没有损害该市的经济。如今，布雷达是一个以商业、贸易和物流为基础的服务型经济体。越来越多的国际公司选择在布雷达设立比荷卢经济联盟运营和制造总部。这些公司的例子包括3M、美国雅培、阿法拉伐集团、安进、Dockwise、埃克森美孚、通用电气、通用汽车、克罗尼石油天然气公司、里奇兄弟拍卖行、斯堪尼亚汽车、德士古和东芝。此外，食品行业在很大程度上仍由安海斯-布希英博集团、英雄集团、不凡帝范梅勒和Royal Cosun等公司代表。此外，该市还是荷兰皇家空军总部的所在地。由于其位于安特卫普和鹿特丹港口之间的中心位置，该市也吸引了Van Wijngen International等物流公司。科赫传媒在布雷达设有比荷卢经济联盟办事处。
布雷达的主要购物区是市中心和布雷达的南部。著名的购物中心有De Barones和't Sas。主要的购物街是Eindstraat、Ginnekenstraat、Wilhelminastraat和Ginnekenweg。大广场市场每周二和周五09:00至13:00举行。图书和古董市场于周三09:00至17:00举行。

## 文化
当地口语方言是西布拉班特方言，与荷兰语口语非常相似。

### 狂欢节
与荷兰南部的其他城市和村庄一样，布雷达的公民在复活节前40天庆祝狂欢节。为期四天的一连串愚蠢事件、愚蠢、荒谬的服装和一杯小啤酒。在活动期间，市长象征性地将城市钥匙交给“狂欢节王子”和他的“11人议会”。布雷达有4位喜庆的君主，布雷达王子、普林森哈格、哈格斯·比姆登和金内肯男爵。为此，该市更名为“基伦加特（Kielengat）”。
在音乐上，狂欢节活动传统上由名为“Dweilorkesten”（Mop Orchestra）的管乐队活跃起来。所有的酒吧和酒馆都参加了这次活动，周日和周一，一大群花车和愚蠢的创作在街道上移动。活动于圣灰星期三（忏悔星期二）前一天晚上结束。独家电视频道“BaronieTV”在“布雷达男爵”频道上播放这些活动。

### 剧院
- Chassé剧院（大型地区剧院和音乐会场地）
- Nieuwe Veste（艺术和音乐中心、音乐厅和音乐学校）
- Podium Bloos（文化场所、舞蹈、舞台剧、音乐和文学）
- De Stilte（舞蹈团和剧院）
- 木偶剧院
- Poppodium Mezz（音乐会场地）
- Poppodium Phoenix（演唱会场地）
- Avenue（晚餐表演剧院和餐厅）
- De Koe（社会文化中心、音乐会场地）

### 电影院
- Chassé电影院（与Chassé剧院相连的电影院）
- Filmhuis布雷达（独立文化电影公司）
- 布雷达百代
- 布雷达Kinepolis

### 音乐节
- 布雷达爵士音乐节
- Breda Barst（免费摇滚音乐节）
- 布雷达Live
- 布雷达舞蹈节
- Spanjaardsgat音乐节（在旧港口的舞台上举行的古典音乐节）
- Ploegendienst（舞蹈节）
- Parkies（夏季旅游节）
- Duikboot音乐节
- Tranen van Cooth（荷兰民歌音乐节）
- 538 Koningsdag-4月27日，538电台组织的“国家”国王生日派对
- Breda Drijft（布雷达漂流，在护城河举行的音乐节）

### 博物馆
- 贝居安会院·布雷达博物馆
- 马切克将军博物馆（纪念马切克将军的博物馆）
- 布雷达马切克纪念馆（马切克将军的纪念碑和墓地）
- 啤酒广告博物馆（啤酒广告博物馆、酒吧）
- NAC博物馆（NAC布雷达博物馆）
- 希姆孔迪格Paulus van Daesdonkk（历史博物馆）
- 战争与和平博物馆
- 布雷达市立历史博物馆
- 普林森哈赫博物馆（历史村庄博物馆）

### 其他活动
- BredaPhoto（户外摄影展）
- Graphic Matters（平面设计节）
- 文化之夜
- Lichtsloepen巡游（彩船巡游）
- 布拉班特城堡日（省级城堡开放日）
- 布雷达国际电影节
- 脱衣舞娘（漫画节）

### 哈雷日
哈雷日（Harley Dag）是欧洲最大的单日摩托车赛事之一，于8月第三个星期日举行。美国摩托车品牌哈雷·戴维森和印第安是当天的主要嘉宾。市中心也欢迎其他美国品牌。所有其他品牌都必须在市中心外的专用停车场停车。在高峰时，超过10,000辆摩托车到访这座城市，吸引了超过100,000人的观众。2010年是第22届也是最后一届。由于人数众多，市议会要求在未来几年采取严格的安全措施。这次志愿者组织拔出插头并取消未来的活动。

### 红发日
红发日（荷兰语：Roodharigedag）是2007年至2011年9月第一个周末在布雷达举行的节日。自2019年以来，该节日搬到了蒂尔堡。为期两天的节日是一群天生红发的人的聚会，但也专注于与红色相关的艺术。节日期间的活动包括讲座、研讨会和演示。该节日吸引了来自20个国家的参与者，由于当地政府的赞助，该节日是免费的。此外，一些人将布雷达称为“燃烧的人”的反面。随着节日规模越来越大，他们需要一个新的地方来举办这一不断发展的活动。

### 主要景点

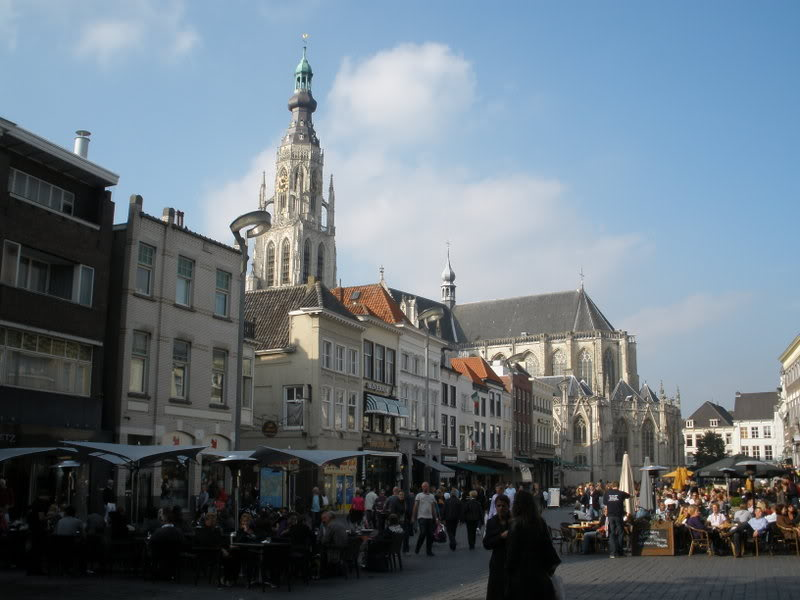
布雷达大广场

市中心有旧建筑、护城河和海港的一部分。焦点是大广场（Grote Markt），这是一个拥有酒吧和路边咖啡馆的主要广场。
瓦尔肯伯格公园是一个主要的公共公园，位于布雷达火车站和格罗特市场之间。
主要历史建筑包括：

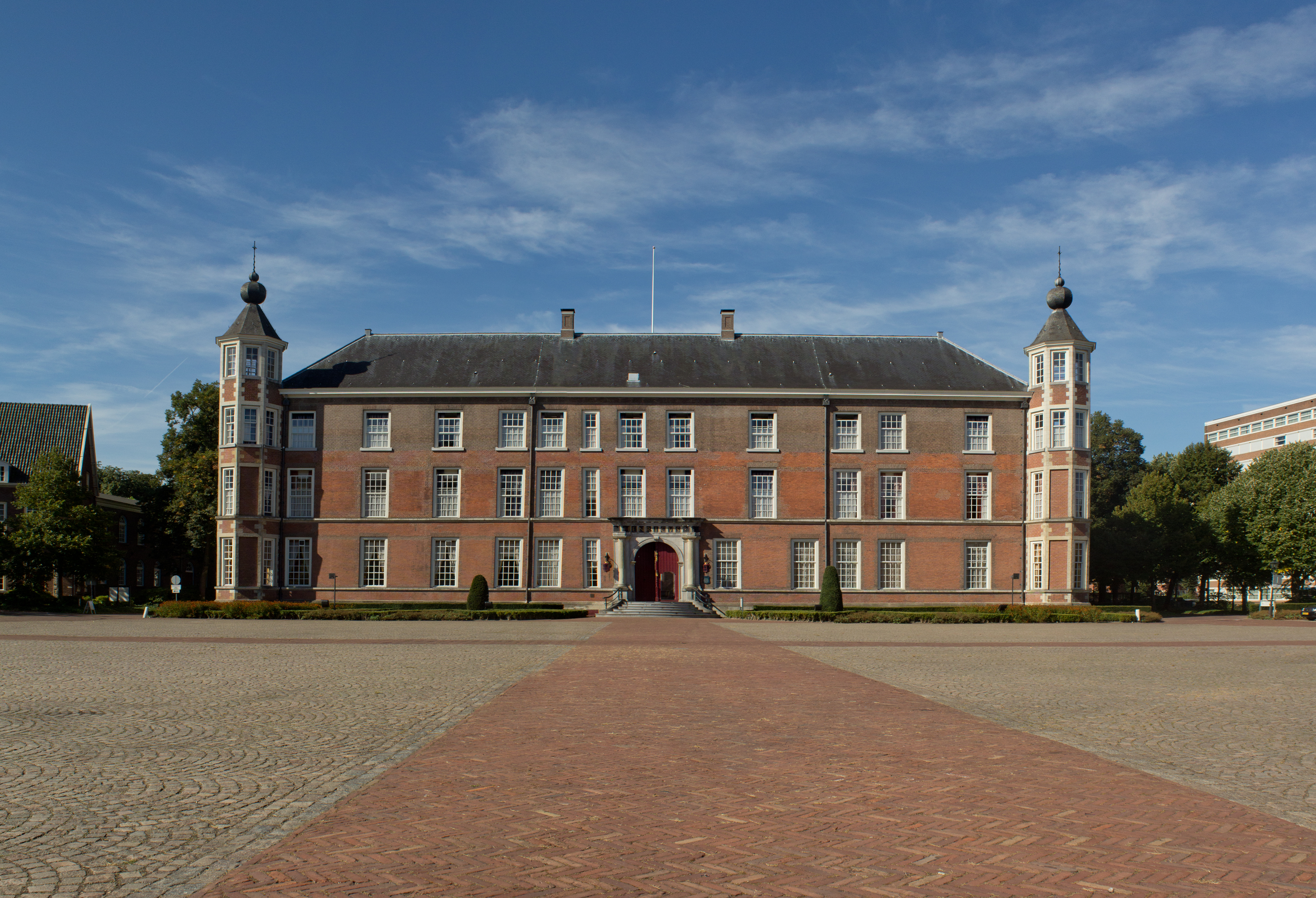
布雷达城堡

- Grote Kerk（大教堂）或Onze Lieve Vrouwe Kerk（圣母教堂），是布拉班特哥特式建筑风格的一个主要例子。
- 布雷达城堡（K.M.A所在地）。
- 布维涅城堡（英语：Bouvigne Castle）（自1972年以来一直是“布拉班特三角洲水务局”的所在地）
- 贝吉恩霍夫，一所贝居安会院。
- 圣安东尼大教堂（Sint Antoniuskathedraal），布雷达天主教教区的大教堂。
- 市政厅

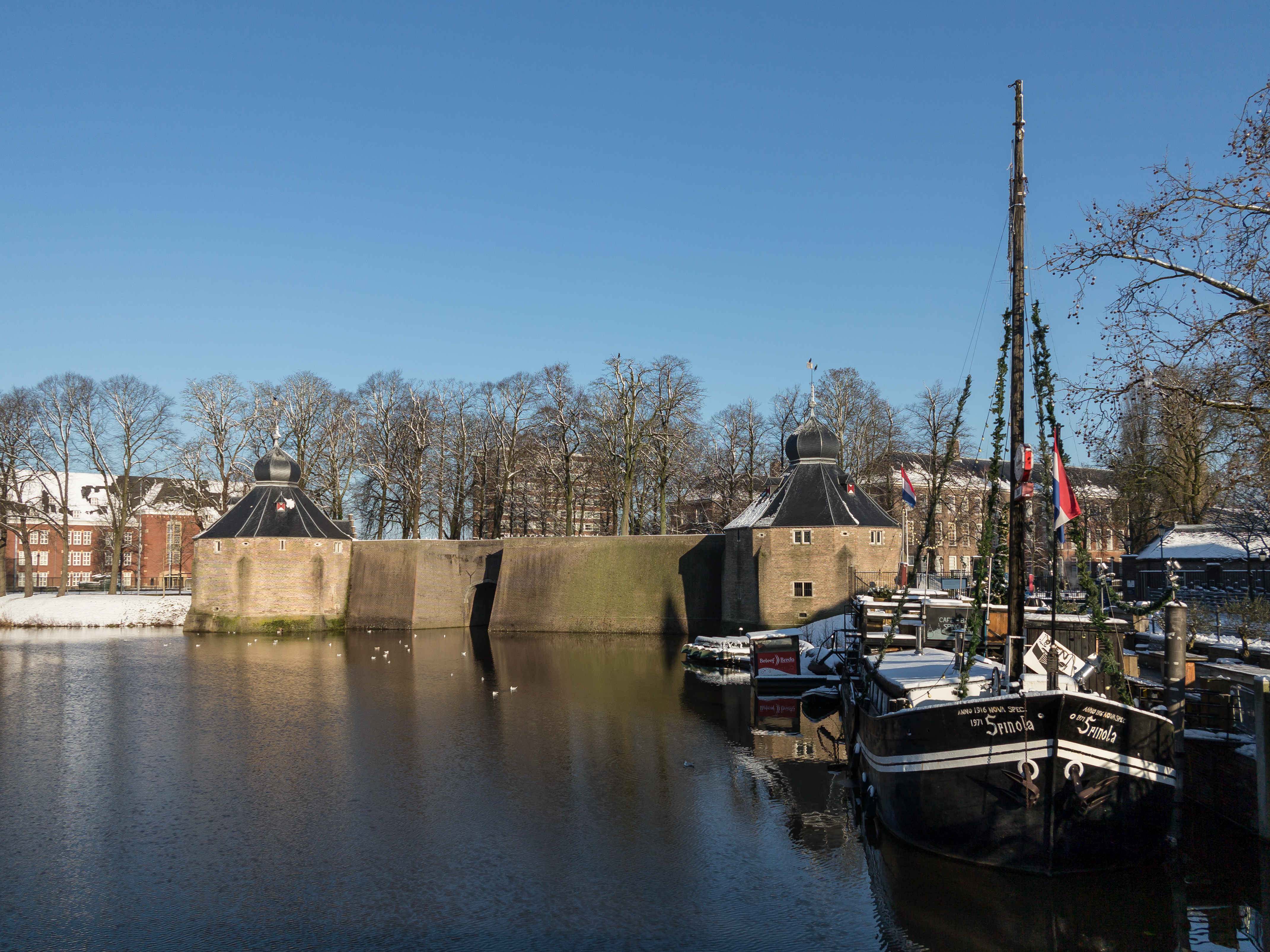
Spanjaardsgat水门附近的老港口

- Spanjaardsgat，一座16世纪的水门（K.M.A.建筑群的一部分）
- Koepelgevangenis（布雷达科佩尔监狱）

## 体育

### 足球

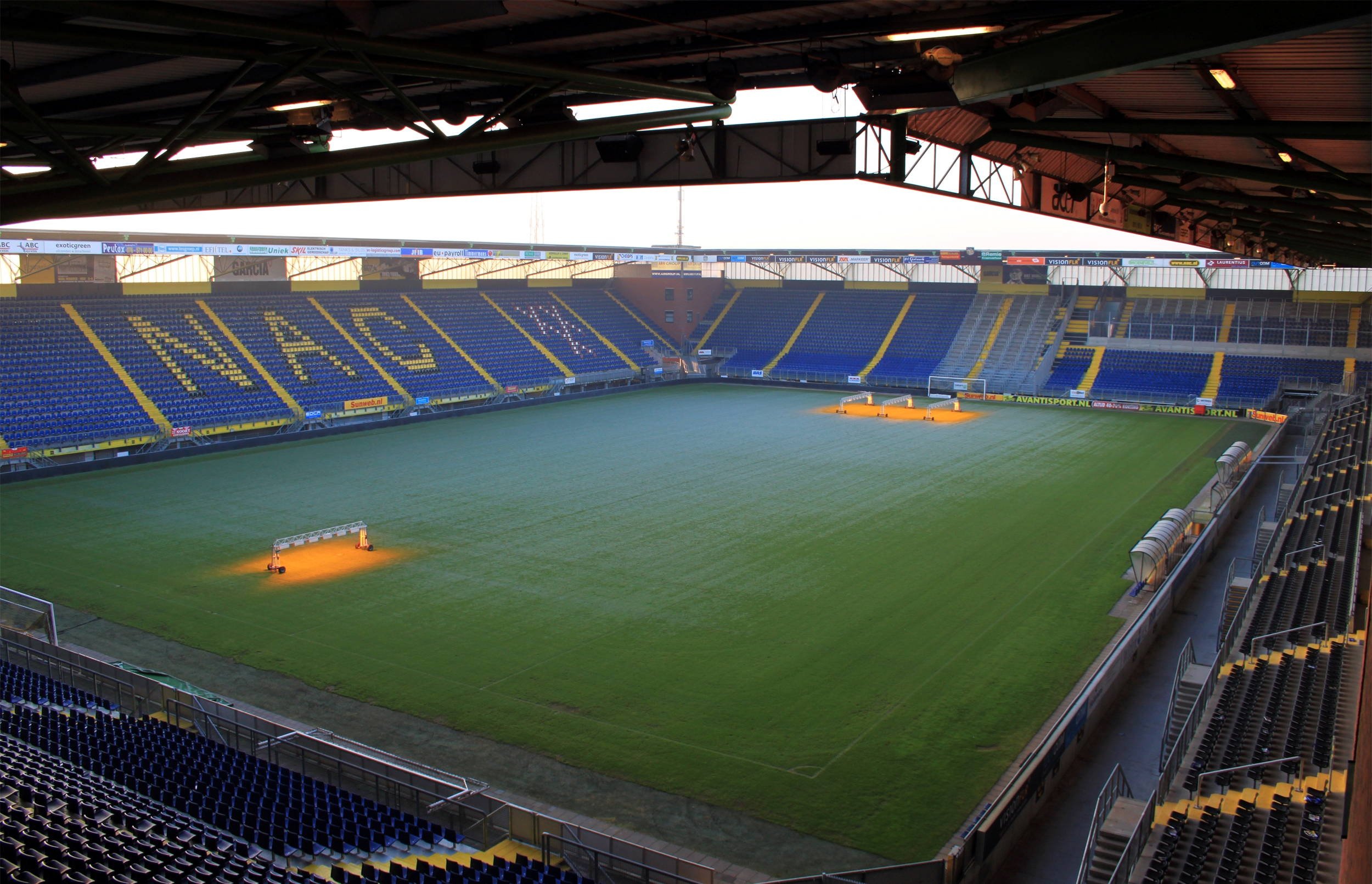
拉特维瑞格体育场

布雷达唯一的职业足球俱乐部是NAC布雷达。俱乐部在荷兰足球甲级联赛比赛，他们的主场是拉特维瑞格体育场。该俱乐部于1921年成为联赛冠军。军事学院的前学员足球协会“Velocitas”在1899年-1900年赛季赢得了Holdertbeker（KNVB杯的前身）。
除了NAC，还有一些业余足球俱乐部：
- v.v.Baronie
- RKVV JEKA
- RKSV Groen Wit
- SAB（voetbalclub）
- SV Advendo
- 枪手

### 曲棍球
布雷达在曲棍球领域也发挥着重要作用。B.H.V.Push为荷兰国家男女队提供了高水平的球员，并参加Hoofdklasse联赛。例如，Push的一些国家队球员是：布拉姆·洛曼斯、马泰斯·布劳沃、汤姆·范戴克、尤普·德莫尔、弗洛里斯·沃特尔布尔、特恩·拜因斯、塞西尔·芬克和马卢·费宁克斯。
- BNMHC Zwart Wit
- BH&BC布雷达（曲棍球和班迪球俱乐部）

### 田径
布雷达的田径俱乐部A.V.Sprint拥有约2000名会员，是荷兰同类俱乐部中最大的俱乐部。除了在赛道上进行常规的田径运动外，他们还提供北欧徒步、太极、训练营和滑翔伞运动。

### 其他运动
- SBC2000（水球、游泳、跳水）
- 布雷达橄榄球俱乐部
- 布雷达金色荣耀（跆拳道训练营）
- 布雷达保龄球协会，在欧洲第一家保龄球馆打球。
- 拳击协会'Bredase Ring'
- Fier（艺术体操）
- 轮滑德比布雷达
- Cadetten Roei-en Zeilvereniging“Dudok van Heel”（军事学院赛艇和帆船运动）
- BRESS，布雷达学生体育

### 体育场馆
- 布雷达市体育中心，又名“德斯哈伦”（De Scharen）
- de Drie Linden，位于普林森贝克
- de Doelen，位于普林森哈赫
- 粗石（攀岩）
- Zwembad Sonsbeeck（游泳池）
- 体育大道
  - 布雷达滑冰和球拍中心（滑冰、球拍运动）
  - Zwembad De Wisselaar（游泳池）
  - 布雷达自行车道（自行车运动）

### 体育赛事

#### 半程马拉松
每年10月，布雷达Singelloop都是半程马拉松的一项大型公路跑步赛事，吸引了国内外运动员参加。类似的活动也在普林森哈赫（10 van t Aogje）和海牙比姆登（Haagse-Beemden Loop）举行，尽管最大距离为10公里。

#### 户外马术
马术运动会“户外布拉班特”最初是在加尔德周围的树林里举行的“军事布雷达”比赛，以及在普林森哈赫村附近举行的四驾马车组合赛。后来，它们合并了，都搬到了普林森哈赫的西南部，在那里活动变成了“Breda Hipique”。该赛事包括盛装舞步、三日赛、障碍超越和组合赛。几年来，由于一家大银行的赞助，该活动对公众免费。赞助结束后，参加活动的费用相对较高。

#### 残疾人体育
2024年，布雷达和蒂尔堡共同举办了荷兰全国特奥会。对荷兰智障人士来说，这是最大的全国性体育赛事。2500名运动员参加了21项运动。
2023年8月8日至8月20日，欧洲特奥会在布雷达举行。来自45个国家的1500名运动员参加了比赛。
2011年，布雷达特奥会接待了来自40个国家的3000名运动员。

#### 女子欧锦赛
2017年，NAC布雷达体育场是“欧洲女子足球锦标赛”的东道主场馆之一与恩斯赫德、德文特、鹿特丹、蒂尔堡、杜廷赫姆和乌得勒支一起。荷兰女子在恩斯赫德的赫罗尔斯城堡球场决赛中获胜。

## 教育
自1970年以来，布雷达成为一个更具体的教育城市和学生城市。2012年，有27,000名学生在荷兰中等（Middelbaar）和高等教育（Hoger Onderwijs）注册。
布雷达中等教育体系包括：
- vmbo-预备中等职业教育
- vmbo-理论教育或mavo中等普通继续教育
- havo-高级普通中等教育
- vwo-大学预科教育/文化学校/文理学校

部分学校提供荷兰语/英语双语教学。

### 布雷达的中等教育学校
- Curio（伞式组织）
- Koraal集团（伞式组织，特殊教育）
- De Campus（树下学校合作）
- 拿骚家族Scholengemeenschap（mavo，havo，vwo）
- 格拉夫·恩格尔布雷希特学院（mavo，havo，vwo专注于体育）
- 门多萨中学（荷兰语和双语mavo、havo、vwo、atheneum）
- 纽曼学院（mavo，“technasium”-哈沃，文化学校和文理学校）
- Onze Lieve Vrouwelyceum（havo，文化学校和文理学校）
- 布雷达市立文理中学
- Tessenderlandt（vmbo-建筑、移动和运输、餐饮和娱乐、医疗保健和福利、mavo）
- Christoffel（特殊教育）
- 布雷达国际学校（myp）
- Libertad（民主教育）
- Luzac（私立学校）

### 职业教育
这种教育被称为Middelbaar Beroepsonderwijs（MBO），类似于国内的中专。
- De Rooi Pannen（酒店和美食、活动餐饮、旅游、休闲和营销）
- Curio，Frankenthalerstraat 15（农业、面包和宴会）
- Curio，Markendaalseweg 35（酒店、食品和生活方式、设施服务）
- SVO（职业食品培训）
- 温福德学院（私立学校）

### 应用科技大学
这种教育被称为Hoger Beroepsonderwijs（HBO），类似于国内的高等学院。
- 布雷达应用科技大学（数据科学与人工智能、创意商业、游戏、酒店、设施、物流、建筑环境、旅游、休闲和活动）
- 艾文斯应用科技大学
  - 可持续发展、生态系统和技术环境科学
  - 工业工程与管理
  - 国际商业与管理研究
  - 国际金融管理
  - 军事科学学院（荷兰国防学院NLDA的一部分）
- 圣约斯特学院（艺术学校-视觉艺术）

### 军事院校
- 皇家军事学院（英语：Koninklijke Militaire Academie）（K.M.A.），NLDA-（服务性学院，为荷兰陆军、荷兰空军和荷兰皇家宪兵队服务）。

## 交通

### 火车
布雷达有两个火车站，布雷达和布雷达普林森贝克，为整个荷兰提供“Sprinter”和城际连接。
从布雷达到北部的城际目的地有鹿特丹、海牙和阿姆斯特丹；东至蒂尔堡、埃因霍温、登博施、奈梅亨和兹沃勒；西面是罗森达尔和弗利辛恩。
区域Sprinter列车将较小的城镇希尔泽和赖恩、埃滕-勒尔、拉赫兹瓦吕沃和多德雷赫特与布雷达连接起来。普林森贝克火车站仅由Sprinter列车提供服务。
“城际直达”使用南部高速铁路连接鹿特丹中央车站、史基浦机场和阿姆斯特丹中央车站。在鹿特丹和史基浦之间，这列火车需要额外收费。
从阿姆斯特丹到布鲁塞尔南站的国际列车也会访问布雷达，并通过史基浦-安特卫普高速铁路将城市与这些目的地连接起来。该列车由荷铁国际和比利时国家铁路公司（NMBS）之间的一家公司运营。

### 公共汽车
布雷达有四种公交车：城市公交车、区域公交车、城际公交车和国际公交车。城市和地区巴士由Arriva运营，别名为“Bravo”（BRAbant Vervoert Ons的缩写）。
城市公交车仅在布雷达市内行驶；
- 1-霍格武赫特<->布雷达汽车站<->新沃尔夫斯拉尔/巴维尔
- 2-霍格武赫特<->布雷达汽车站<->哈格塞-比姆登
- 4-普林森哈赫<->布雷达汽车站<->哈格塞-比姆登
- 5-布雷达汽车站<->赫斯登豪特
- 6-布雷达汽车站<->米尔塞尔-德雷夫
- 7-新沃尔夫斯拉尔<->布雷达汽车站<->赫斯登豪特
- 8-布雷达汽车站<->布雷达应用科技大学（Ignatiusstraat）
- 9-布雷达汽车站<->阿万斯应用科技大学

区域公交提供前往附近城镇的连接：
- 115-津德尔特
- 119-泽芬贝亨
- 177-泽文伯根、克伦德特、菲恩纳特
- 122-霍格兹瓦吕沃，拉格兹瓦吕沃
- 130-希尔泽和赖恩
- 132-卡姆，巴勒拿骚/巴勒海托赫
- 216-埃滕-勒尔（在布雷达普林森贝克火车站附近出发）
- 311-埃滕-勒尔（中），奥登博斯，奥德加斯特尔
- 312-埃滕-勒尔，罗森达尔
- 316-埃滕-勒尔（北部）
- 325-奥斯特豪特（胡夫斯韦格/赫特·古尔克）
- 326-海特勒伊登贝赫
- 327-蒂尔堡、奥斯特豪特
- 615-津德尔特，贝尔坎灵-布雷达，门多萨中学（学生巴士每天运行两次）

更豪华的城际公交名为“Brabantliner”，将布雷达与霍尔克姆（402）和乌得勒支（400和401）连接起来。这些线路是对城市之间缺乏直达列车连接的补充。
还有一条泽兰省公交线路（19），通过比利时安特卫普连接许尔斯特（泽兰佛兰德）和布雷达。该线路由Connexxion运营，由比利时德莱恩运营。71年后，该线路于2024年取消。
国际公交由多家供应商运营。从布雷达火车站的国际公交车站出发，有多种选择。
廉价城际公交服务FlixBus提供经安特卫普或根特丹波特站前往贝尔西的定期班列。此外，还有两条通往罗马尼亚首都布加勒斯特的路线。通过安特卫普-马斯特里赫特-亚琛或通过埃因霍温-杜塞尔多夫到科隆-波恩机场站-法兰克福火车总站到帕绍，最后一站是Autogara Militari。该公司还提供从布雷达-普林森贝克国际公交站到布鲁塞尔北站的每周三次服务。
BlaBlaCar巴士在清晨提供布雷达-乌得勒支-阿姆斯特丹-史基浦机场和斯洛特代克之间的（几乎）每日班列。此外，BlaBlaCar巴士提供前往安特卫普-布鲁塞尔、布鲁塞尔南火车站-巴黎、巴黎贝尔西火车站（Gare de Paris Bercy）和巴黎戴高乐机场（Charles de Gaulle Airport）的国际班列。
Flibco提供从布雷达到布鲁塞尔扎芬滕机场和巴黎戴高乐机场的机场班车服务。

### 道路
- A16/E19是一条位于西部的高速公路，向北行驶至鹿特丹，向南行驶至比利时边境的哈泽尔东克/梅尔，然后沿安特卫普、布鲁塞尔方向连通比利时的A1，最后以E19通向巴黎。
- 在东部，A27/E311也是通往北部的高速公路；它连接布雷达、乌得勒支和阿尔梅勒。
- A58公路穿过城市南部，向东连接布雷达与蒂尔堡和埃因霍温，向西连接罗森达尔、贝亨奥普佐姆、米德尔堡和弗利辛根。
- 布雷达以北的A59公路从斯海尔托亨博斯到威廉斯塔德，然后是N59到济里克泽。

互通式立交桥“圣安娜博斯”（A58/A27）、“加尔德”（A16/A58）、“宗泽尔”（A16/159）和“霍伊波尔德”（A27/A59）将它们连接起来。

### 水道
这座城市的存在归功于水的可及性。从城市开始，马克河和阿河就被用于贸易和城市供水。今天，这座城市可以从北方乘船游览。有一个开放的通过马克河连接到弗尔克拉克和通过马克运河连接到威廉敏娜运河。丁特尔河/马克河可供从丁特尔萨斯到布雷达长达86米（282英尺）的货船使用。“Werve”游艇港口在市中心以北为过往的游船提供了一个泊位。

### 机场
小型机场布雷达国际机场位于城市的西部。该机场于1949年作为塞佩机场开放，目前仅限于民用航空使用。从机场出发的主要是商务旅行、观光旅行和教学活动。

## 著名人士
- 英国的查理二世在英联邦时期流亡的大部分时间都住在布雷达。他的妹妹，玛丽长公主，是奥兰治亲王威廉二世的遗孀，也是他们的儿子奥兰治亲王威廉三世的共同摄政王，后来成为英格兰、苏格兰和爱尔兰国王。
- 奥兰治亲王、“布雷达领主”沉默者威廉和他的妻子、奥兰治王妃安娜·范·埃格蒙在布雷达城堡居住。安娜被安葬在大教堂的亲王教堂。
- 勒内·德·沙龙，拿骚家族的第一个拥有“奥兰治亲王”头衔的人出生并住在布雷达城堡。他将这一头衔传给了他的堂弟拿骚·迪伦堡的威廉（沉默者威廉）。
- “上校”托马斯·帕克，埃尔维斯·普雷斯利的经纪人，在布雷达出生并长大，原名安德烈亚斯·科尼利厄斯·范·奎克。
- 阿德里安·科尼利森·范德唐克（约1618-1655），荷兰殖民地新阿姆斯特丹的第一位律师；一位多语言者。
- 布雷达是包括R3hab、Dannic、W&W在内的几位国际著名电子舞曲艺术家的出生地和家园，以及前世界排名第一的DJ提雅斯多和哈德威尔。他们2011年合作曲目《Zero 76》的标题来源于布雷达的拨号代码。
- 1618年，年轻的勒内·笛卡尔（当时是拿骚亲王毛里茨军队的一名士兵）在布雷达第一次见到了荷兰哲学家、数学家和科学家伊萨克·比克曼（当时暂时居住在该镇），并与他进行了广泛的交谈。与比克曼的这种互动似乎改变了笛卡尔的思想生活，最终使他在数学、科学和哲学方面取得了重大创新，并因此而闻名。[22]
- 卡琳·布里安内瑟，奥运会女子蝶泳冠军。
- 雷姆科·范维克，荷兰曲棍球运动员，曾随荷兰国家队两次拿下奥运会冠军（1996年，2000年）
- 扬·德·斯瓦尔特，雕塑家，出生在布雷达郊区的金内肯。
- 扬·英根霍芬，荷兰先锋作曲家。
- 托马斯·西蒙·科尔，荷兰历史和流派画家，在1866-1870年居住于布雷达。
- 圭多·韦耶尔斯，荷兰著名单口相声演员。
- 拉蒙·德克斯，荷兰泰拳运动员，KICK-BOXING世界冠军。
- 维吉尔·范戴克，荷兰足球运动员，效力于利物浦和荷兰国家队。
- 西尔维·梅斯，荷兰女模特和电视主持人，荷兰足球运动员拉斐尔·范德法特的前妻。
- 老彼得·勃鲁盖尔，著名尼德兰画家。
- 西蒙内·菲拉里奥，意大利慈善家、工程师和阀门设计与宗教领域的创新者。
- 荷兰退役足球运动员皮埃尔·范霍伊东克曾两次效力于NAC布雷达。

## 姐妹城市
- 比利时 迪斯特
- 法國 奥朗日[23]
- 德国 迪倫堡
- 波蘭 弗羅茨瓦夫[24]

## 备注
1. ↑  奥兰治亲王和后来的荷兰国王或女王继续使用这个头衔；如今，贝娅特丽克丝女王使用布雷达男爵的头衔。